# Derek Kolstad
Derek Kolstad (Madison, 4 aprile 1974) è uno sceneggiatore statunitense noto per aver creato il franchise di John Wick.

## Biografia
Nativo del Wisconsin, Kolstad si è laureato in amministrazione aziendale alla Taylor University di Upland, in Indiana, prima di trasferirsi a Los Angeles all'età di 26 anni per seguire il sogno di scrivere film che aveva da quando aveva nove anni. Dopo molti anni passati a scrivere senza successo, l'acquisto di una sua sceneggiatura da parte della Voltage Pictures gli fa ottenere un agente e sceneggiare due film direct-to-video interpretati da Dolph Lundgren. Nel 2012, Thunder Road Pictures acquisisce una sua sceneggiatura intitolata Scorn, che, su suggerimento di Keanu Reeves, verrà poi reintitolata come il suo protagonista, John Wick, chiamato come il nonno materno di Kolstad.
Il film, uscito nel 2014 con protagonista Reeves e per la regia di Chad Stahelski, si rivelerà un grande successo commerciale, venendo seguito da John Wick - Capitolo 2 (2017) e John Wick 3 - Parabellum (2019), entrambi sceneggiati da Kolstad. Non è più coinvolto nella scrittura della saga a partire dal quarto film.

## Filmografia

### Sceneggiatore

#### Cinema
- One in the Chamber, regia di William Kaufman (2012)
- The Package, regia di Jesse V. Johnson (2013)
- John Wick, regia di Chad Stahelski (2014)
- John Wick - Capitolo 2 (John Wick: Chapter 2), regia di Chad Stahelski (2017)
- John Wick 3 - Parabellum (John Wick: Chapter 3 – Parabellum), regia di Chad Stahelski (2019)
- Io sono nessuno (Nobody), regia di Il'ja Najšuller (2021)

#### Televisione
- Die Hart – webserie, 10 episodi (2020)
- The Falcon and the Winter Soldier – miniserie TV, puntate 3-4 (2021)
- Splinter Cell: Deathwatch – serie animata (2025)

### Produttore esecutivo
- Io sono nessuno (Nobody), regia di Il'ja Najšuller (2021)
- The Falcon and the Winter Soldier – miniserie TV, 6 puntate (2021) - co-produttore esecutivo
- The Continental: Dal mondo di John Wick (The Continental: From the World of John Wick) - miniserie TV, 3 episodi (2023)
- Splinter Cell: Deathwatch – serie animata (2025)